# آرتسونات
آرتسونات (انگلیسی: Artesunate) دارویی است که برای درمان مالاریا به کار می رود. برای مالاریا شدید، شکل داخل وریدی به کینین ترجیح داده می شود. اغلب از آن به عنوان بخشی از درمان ترکیبی، مانند آرتسونات و مفلوکین به کار می رود. برای پیشگیری از مالاریا استفاده نمی شود. آرتسونات را می توان از طریق تزریق در ورید، تزریق به عضله، از طریق دهان و از طریق رکتوم تزریق کرد.
شایع ترین عوارض جانبی شامل نارسایی کلیه که نیاز به دیالیز دارد، هموگلوبینوری (وجود هموگلوبین در ادرار) و زردی است.
آرتسونات به طور کلی به خوبی تحمل می شود. عوارض جانبی ممکن است شامل ضربان قلب آهسته، واکنش آلرژیک، سرگیجه و سطح پایین گلبول های سفید خون باشد. در دوران بارداری به نظر می رسد که گزینه ایمن تری باشد، حتی اگر مطالعات حیوانی به نوزاد آسیب برساند. استفاده از آن احتمالاً در دوران شیردهی خوب است. این دارو در دسته دارویی آرتمیزینین قرار دارد.